# En mi prisión
«En mi prisión» es una canción interpretada por el grupo español Fangoria, incluida en su primer álbum de estudio titulado Salto mortal (1991). La compañía Hispavox la publicó en octubre de 1990 como el primer sencillo del disco, u figuró posteriormente en el álbum de grandes éxitos El paso trascendental del vodevil a la astracanada (2010). Compuesta por Alaska, Nacho Canut, Luis Miguélez y Pablo Sycet; y producida por Danny Hyde, es un tema de género spoken word y acid house que incluye una voz susurrante. La letra habla sobre un pasado que dejar atrás, y cierta lucha contra la obsesión de uno mismo. Fue seleccionada como canción del año por la revista Rockdelux.

## Antecedentes
En 1990 se inició la grabación de Salto mortal, el primer álbum del dúo, realizado en parte en su nuevo estudio propio, denominado Vulcano, así como en los estudios Dublewtronics y Kirios, ubicados en Madrid. Los constantes cambios de estudio no fueron bien recibidos por la discográfica Hispavox, que había editado los trabajos anteriores de Dinarama. 

## Publicación
Estuvo disponible en formato de siete pulgadas, incluía en su cara A la mencionada «En mi prisión» y, en su cara B, «Perdiendo el tiempo». En cuanto al maxisencillo de doce pulgadas, además de la anterior canción citada, incorporaba dos remezclas del tema principal, «En mi prisión (Extended Mix)» y «En mi prisión (Dub Mix)», junto a la versión inédita de «La vida sigue (versión extendida)».
La portada del sencillo, de un tono azul claro, presentaba una composición abstracta: un círculo morado en el centro, sobre el cual se disponían dos círculos paralelos de color violeta. En el medio, destacaban dos estrellas superpuestas, una con puntas rojas claras y oscuras y otra con puntas blancas y negras, mientras que en la parte superior de la imagen figuraba el nombre del grupo, y en los márgenes, el título de la canción.

## Recepción
A pesar de la calidad de la propuesta, el sencillo no recibió una amplia difusión en las emisoras de radio, debido, en gran medida, a la falta de interés por parte de la discográfica. La interpretación vocal de Alaska, en la que adoptaba un tono casi susurrado en las estrofas de esta canción de desamor, salvo en los estribillos, también fue un factor que contribuyó a la tibia acogida. En una entrevista, Alaska relató que, al enviar la canción a las radios, estas la devolvieron preguntando si se trataba de una maqueta o de una broma.

## Vídeo musical
El vídeo musical de «En mi prisión» fue dirigido por Alberto Sciamma junto a la productora Video Inferno, perteneciente a Fangoria.

### Sinopsis

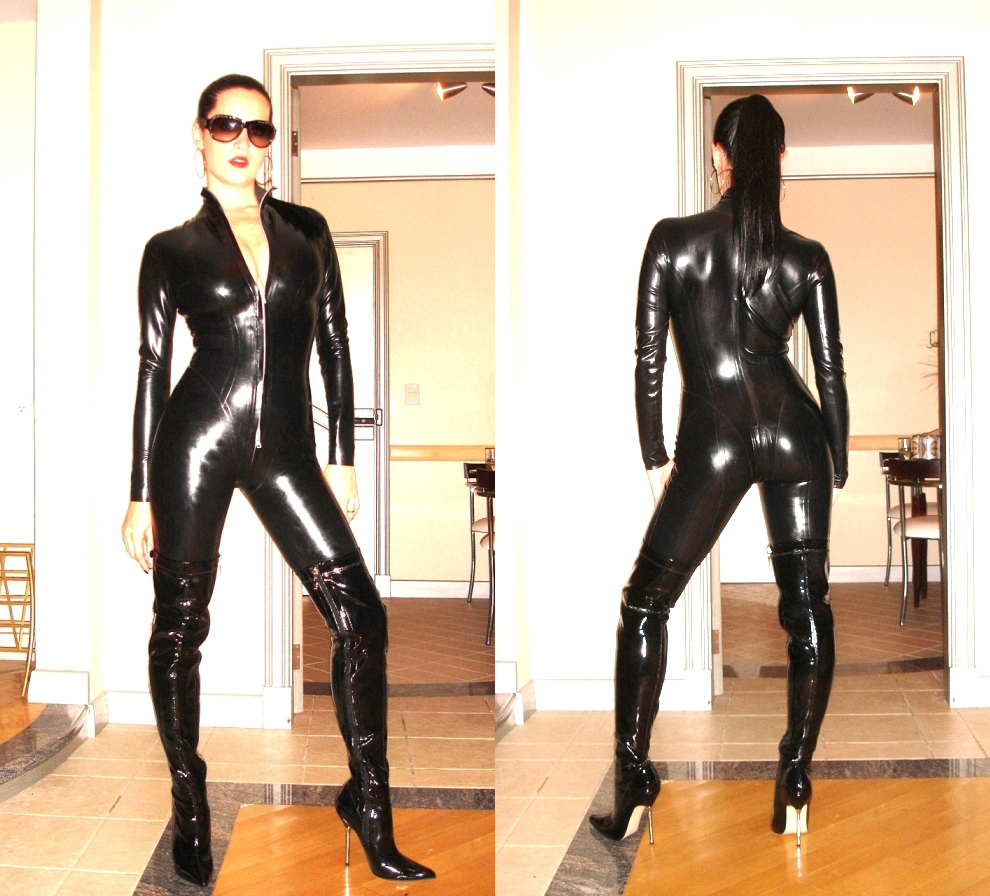
El catsuit fue un elemento fundamental en el vestuario de Alaska durante esta etapa, y se destacó de manera notoria en el video musical.

El vídeo musical comienza con un fondo estrellado en el cual se superpone una bola de discoteca dando lugar a la melodía de la canción. Luego aparecen las cabezas de Alaska y Nacho encerradas en dos jaulas giratorias. Acto seguido Alaska es encadenada a un aparato de torturas mientras de fondo se muestran imágenes psicodélicas (acción que se da durante todo el videoclip).
Durante la canción se ve a Alaska haciendo el playback recostada sobre el suelo vestida con un catsuit de látex negro. Antes del segundo estribillo aparece una serpiente (elemento que se hará presente en otros clips del dúo como «Sálvame» o «Ni contigo ni sin ti»). La escena más memorable se da cuando a Alaska le arrancan las tripas casi al final de la canción. Un guiño al cine gore, ya que como Fangoria toma su nombre de una revista especializada en este género. El vídeo termina como al comienzo, con la cabeza de Alaska haciendo playback en la jaula giratoria con la serpiente cruzando el plano y al final, el mismo fondo estrellado del principio. 

### Recepción
El vídeo musical fue vetado en varios programas musicales debido a su contenido, considerado una referencia explícita al cine gore.

## Lista de canciones y formatos
A continuación se muestran los álbumes y formatos oficiales en los que "En mi prisión" ha sido incluida.
- 1990, Sencillo promocional de 7 pulgadas En mi prisión - (Hispavox)
- 1990, Maxisencillo de 12 pulgadas En mi prisión (versiones "Extended Mix" y "Dub Mix")- (Hispavox)
- 1990, Vinilo Salto mortal - (Hispavox)
- 1991, Casete Salto mortal - (Hispavox)
- 1991, CD Salto mortal - (Hispavox)
- 2002, CD Salto mortal - (Subterfudge)
- 2010, CD El paso trascendental del vodevil a la astracanada (CD 2, Vodevil) - (Warner Bros. Records)
- 2010, CD/DVD El paso trascendental del vodevil a la astracanada, Edición de Lujo 3 CD y DVD (CD 2, Vodevil; DVD, Videoclip) - (Warner Bros. Records)
- 2011, CD Salto mortal - (Emi Music Spain)

## Créditos y personal
| - Alaska: voz, composición, arreglo, coros, teclado - Nacho Canut: composición, arreglo, teclado, coros - Luis Miguélez: composición - Pablo Sycet: composición - Danny Hyde: producción, programación, arreglo | - Javier Coble: teclado - Maxi Judd: scratch - Big Toxic: secuenciador - The Designers Republic: diseño |